# Vraḯla (Phocide)
Vraḯla (grec moderne : Βραΐλα) est une localité située dans le dème de Doride, dans le district régional de Phocide, dans la périphérie de Grèce-Centrale, en Grèce.
Selon le recensement de 2021, elle compte 25 habitants.